# Mestni stadion Ptuj
Mestni stadion Ptuj je stadion na Ptuju in je matični stadion Nogometnega kluba Drava Ptuj in Atletskega kluba Ptuj. Stadion ima 2.207 pokritih sedežev. Stadion je bil zgrajen v letih 1954–55, prenovljen je bil leta 2005. Obsega površino 9420 m2.